# No Way Back (IMOCA)
Vento Di Sardegna, Newrest-Arts & Fenêtres, Nexans-Art & Fenêtres selon années
Nexans-Art & Fenêtres, anciennement Vento di Sardegna, puis No Way Back, puis Newrest-Art & Fenêtres, est un voilier monocoque de course au large appartenant à la classe des 60 pieds IMOCA, dessiné par les cabinets d'architectes VPLP design-Guillaume Verdier. Mis à l'eau le 1er août 2015, il est skippé depuis 2017 par Fabrice Amedeo. Après une voie d'eau à la suite de la rupture du ballast, le bateau subit un incendie puis un naufrage au large du Portugal pendant la Route du Rhum le 14 novembre 2022.

## Historique

### Vento di Sardegna(2015)
Conçu spécialement pour le Vendée Globe 2016-2017, le voilier d'Andrea Mura (it) prend les couleurs de Vento Di Sardegna et passe avec succès les tests de retournements nécessaires à l'homologation IMOCA.

### No Way Back(2016-2017)

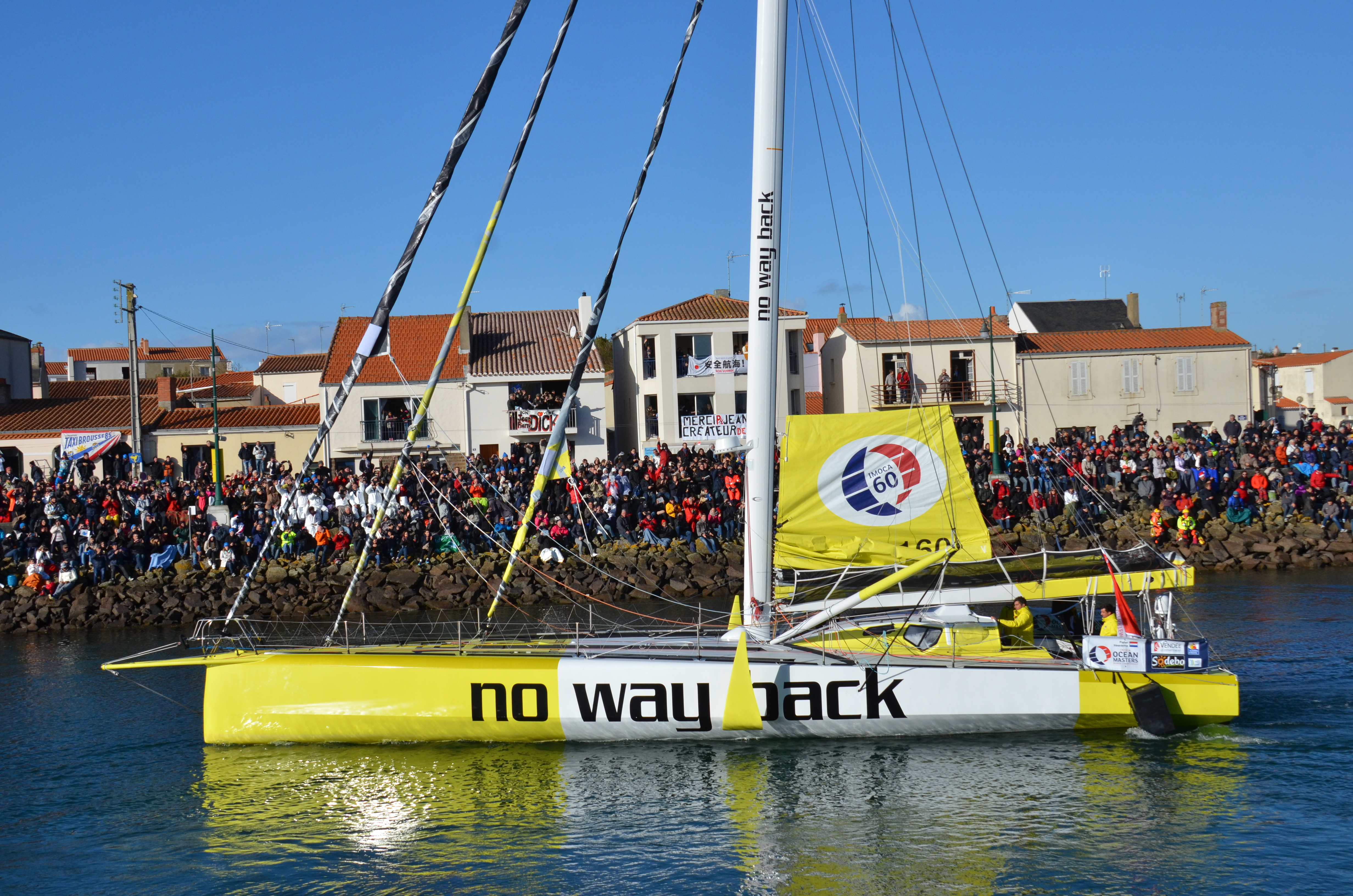
No Way Back sur le chenal des Sables d'Olonne quelques heures avant le départ de l'édition 2016-2017 du Vendée Globe.

Faute de partenaires pour son projet, le skipper vend son foiler de dernière génération à Pieter Heerema.
Avec l'aide de Michel Desjoyeaux, le skipper néerlandais découvre son nouveau voilier, qu'il nomme No Way Back. Il se qualifie pour le Vendée Globe 2016-2017 en participant à la Calero Marinas Solo Transat. Il abandonne dans la Transat New York-Vendée-Les Sables-d'Olonne.
Malgré un manque assumé d'expérience et de nombreux problèmes techniques, Pieter Heerema clôture le Vendée Globe à la 17e place. Son objectif étant accompli, il annonce dès la conférence de presse de l'arrivée son intention de revendre son foiler.

### Newrest-Art & Fenêtres(2017-2021)

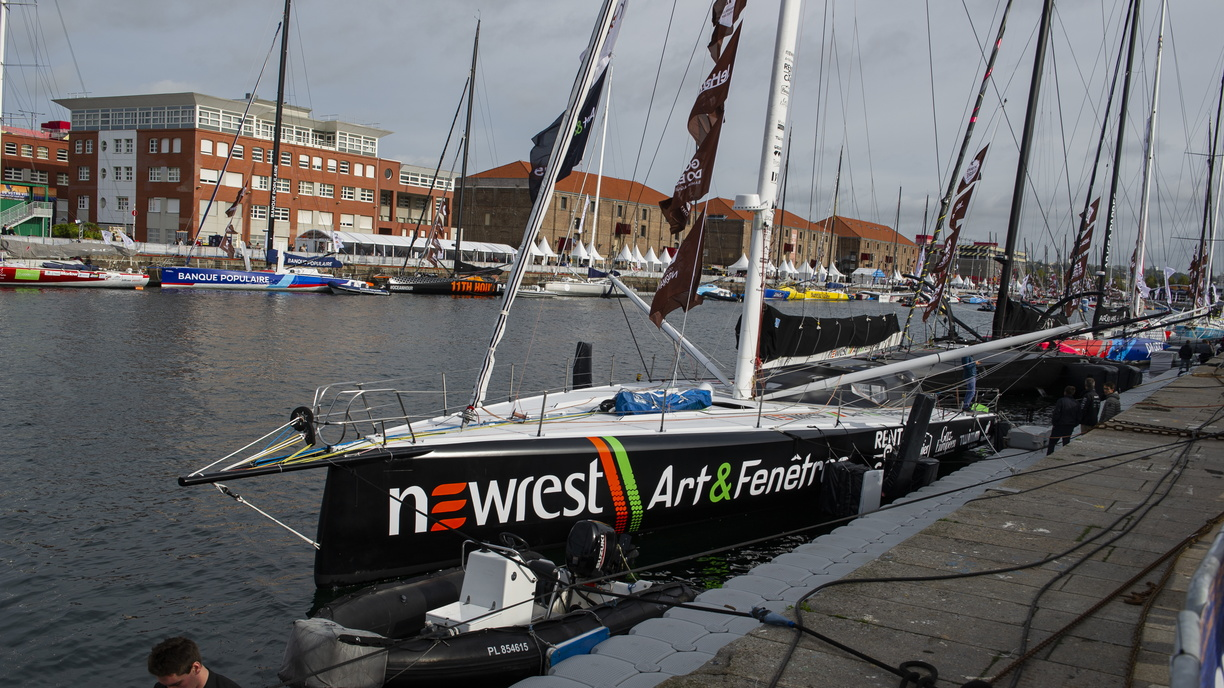
Newrest-Art & Fenêtres à quai, au Havre, quelques jours avant le départ de la Transat Jacques-Vabre 2019.

Alors à la recherche d'un nouveau voilier pour son projet de Vendée Globe 2020-2021, Fabrice Amedeo achète le bateau au Néerlandais et conclut un partenariat avec les sociétés Newrest et Art & Fenêtres qui vont le soutenir dans son projet jusqu'en 2021.
Remis à l'eau début 2018, le bateau IMOCA prend les couleurs de Newrest - Art & Fenêtres, et obtient son ticket pour la Route du Rhum 2018 grâce à la troisième place du skipper français sur la Bermudes 1000 Race,.
En pleine Route du Rhum 2018, le bout-dehors du voilier rompt, obligeant Fabrice Amedeo à faire une escale de trois jours à Cascais pour le réparer. Deux jours après avoir repris la mer, la même pièce est de nouveau victime d'une rupture, le skipper renonce à faire une nouvelle escale technique et arrive le 25 novembre à Pointe à Pitre en douzième position (dans la catégorie IMOCA),.
Pour la Transat Jacques-Vabre 2019, Fabrice Amedeo prend le départ aux côtés d'Éric Péron, le duo arrive neuvième à Salvador.
En juillet 2020, Amedeo termine 9e de la Vendée-Arctique-Les Sables-d'Olonne. En décembre, il prend le départ du Vendée Globe. Après un début de course compliqué, avec notamment une avarie en tête de mat dès le départ, il doit abandonner  pour cause de panne totale du système informatique au large de l'Afrique du Sud.

### Nexans-Art & Fenêtres(depuis 2021)
En mai 2021, Amedeo noue un partenariat avec Nexans, qui remplace Newrest. Nexans va soutenir Amedeo jusqu'au Vendée Globe 2024-2025. Art et Fenêtres reste co-partenaire jusqu'à la Route du Rhum 2022. Le bateau d'Amedeo s'appelle donc maintenant Nexans-Art & Fenêtres. Pour la Transat Jacques-Vabre, Fabrice Amedeo prend le départ aux côtés de Loïs Berrehar. Les deux hommes finissent 10es.
Nexans-Art & Fenêtres est toujours équipé de ses foils de 2015, qui ne seront plus compétitifs dans le Vendée Globe 2024-2025. Michel Desjoyeaux conseille à Amedeo de choisir des foils en C. Il les estime particulièrement adaptés au Vendée Globe, épreuve où le portant est l'allure prédominante, et où est requise une plus grande polyvalence que dans les courses transatlantiques :
- ils peuvent être rétractés quand les conditions deviennent dangereuses ;
- on peut moduler leur sortie à 60 %, 80 % ou 100 %, ce qui est intéressant en matière de performances ;
- ils donnent de la vitesse au portant[16].

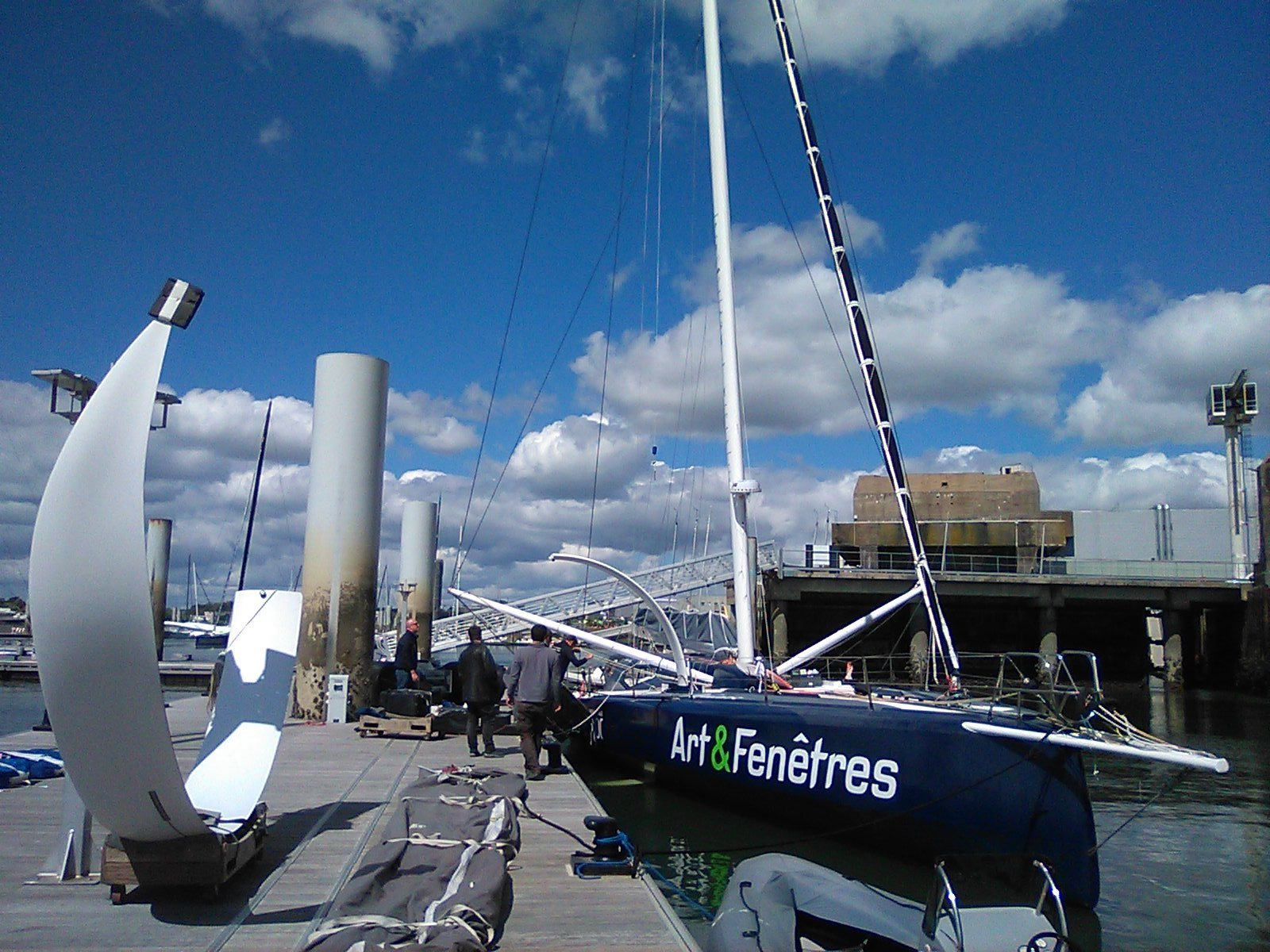
Pose des nouveaux foils, le lendemain de la remise à l'eau, en avril 2022.

Amedeo entre en contact avec le Team d'Alex Thomson, qui vient de céder le septième Hugo Boss à Alan Roura, et qui propose à la vente une paire de grands foils en C. Amedeo grossit alors son propre Team de quatre Britanniques de Pro Build Composites qui ont participé à la construction de Hugo Boss. Il les charge de construire les puits de foil de Nexans-Art & Fenêtres, puis de venir à Lorient les installer.
Dès le mois de décembre, le bateau entre en chantier d'hiver. L'implantation des foils est avancée de 55 cm. Il faut donc retirer les anciens systèmes de foil, ouvrir le bordé, puis le pont, et mettre en place les nouveaux systèmes. « La zone de tossage, donc d’impact sur l’océan, dit Amedeo, va être plus reculée du fait de ces grands foils. Il faut donc faire toute une série de renforts structurels sous la coque au niveau de la zone de quille. » Et, comme tous ces travaux alourdissent le bateau, il faut veiller à ce qu'il puisse se relever tout seul lors des tests à 180°. On installe donc une casquette un peu plus volumineuse.
Le 18 avril 2022, doté d'une nouvelle électronique et de nouveaux pilotes automatiques, Nexans-Art & Fenêtres est remis à l'eau. Le 14 novembre consécutivement à une avarie majeure qui contraignait Fabrice Amedeo à se dérouter vers Cascais au Portugal, le navire est victime d'une explosion déclenchant un incendie. L'Imoca sombre au large des côtes portugaises,.

## Palmarès

### No Way Back, barré parPieter Heerema(2016-2017)
- 2016 : 2e sur 3 de la Calero Marinas Solo Transat
- 2017 : 17e du Vendée Globe

### Newrest-Art & Fenêtres, barré parFabrice Amedeo(2017-2021)
- 2018 :
  - 3e solitaire[7] de la Bermudes 1000 Race
  - 3e du Monaco Globe Series
  - 5e de la Drheam Cup Race
  - 8e du Défi Azimut
  - 12e de la Route du Rhum
- 2019 :
  - 7e de la Bermudes 1000 Race
  - 5e de l'Armen Race
  - 9e de la Fastnet Race
  - 9e de la Transat Jacques Vabre
- 2020 : 9e sur 20 dans la Vendée-Arctique-Les Sables-d'Olonne[12].

### Nexans-Art & Fenêtres, barré par Fabrice Amedeo (2021-2022)
- 2021 : 10e sur 22 Imoca dans la Transat Jacques Vabre, en double avec Loïs Berrehard.
- 2022 :
  - 19e sur 24 de la Guyader Bermudes 1000 Race[19].
  - 19e sur 20 de la Vendée-Arctique

Le 13 novembre, pendant la Route du Rhum 2022, le bateau subit une voie d'eau après rupture de son ballast tribord. Les batteries sont inondées. Fabrice Amedeo décide de se dérouter vers Cascais. Le 14 novembre en fin de matinée, une explosion provoque un incendie à bord de l'IMOCA qui fait naufrage.